# Dayron Robles
Dayron Robles, född 19 november 1986 i Guantánamo, är en kubansk friidrottare som tävlar i häcklöpning.
Hans största merit är OS-guldet han sprang hem vid Olympiska sommarspelen 2008 i Peking på tiden 12,93. 
Robles blev tvåa på 110 meter häck vid junior-VM 2004. En placering han även noterade vid inomhus-VM 2006 för seniorer på 60 meter häck. Under 2007 började Robles med att vinna Golden League tävlingen i Paris 2007. Under 2008 sprang Robles 12,87 vid en tävling i Ostrava vilket innebar ett nytt världsrekord. 
Vid inomhustävlingar i Düsseldorf 9 februari 2008 slog han, med tiden 7,33 sekunder, sitt eget centralamerikanska och karibiska rekord på 60 meter häck från veckoslutet innan i Stuttgart.